# Diplopogon setaceus
Diplopogon setaceus är en gräsart som beskrevs av Robert Brown. Diplopogon setaceus ingår i släktet Diplopogon och familjen gräs. Inga underarter finns listade i Catalogue of Life.